# Emerson dos Santos da Silva
Emerson dos Santos da Silva, noto come Emerson (Taguatinga, 3 maggio 1985), è un calciatore brasiliano, difensore svincolato.

## Carriera
È stato convocato dalla nazionale brasiliana per la partita di ritorno del Superclásico de las Américas 2011.

## Palmarès

### Club

#### Competizioni statali
- Campionato Brasiliense: 1

Gama: 2003
- Campionato Catarinense: 2

Avaí: 2009, 2010
- Campionato Paranaense: 2

Coritiba: 2011, 2012

#### Competizioni nazionali
- Coppa del Brasile: 2

Flamengo: 2006
Atlético Mineiro: 2014

#### Competizioni internazionali
- Recopa Sudamericana: 1

Atletico Mineiro: 2014